# Barbara Żarowska
Barbara Żarowska – polska inżynier, dr hab. nauk biologicznych, profesor uczelni Katedry Biotechnologii i Mikrobiologii Żywności Wydziału Biotechnologii i Nauk o Żywności Uniwersytetu Przyrodniczego we Wrocławiu i profesor nadzwyczajny Wydziału Przyrodniczego i Technicznego Karkonoskiej Państwowej Szkoły Wyższej w Jeleniej Górze.

## Życiorys
Obroniła pracę doktorską, 23 stycznia 2013 habilitowała się na podstawie pracy zatytułowanej Biosynteza i charakterystyka toksyn killerowych drożdży D. hansenii. Została zatrudniona na stanowisku adiunkta w Katedrze Biotechnologii i Mikrobiologii Żywności na Wydziale Nauk o Żywności Uniwersytetu Przyrodniczego we Wrocławiu.
Piastuje funkcję profesora uczelni Katedry Biotechnologii i Mikrobiologii Żywności, prodziekana na Wydziale Biotechnologii i Nauk o Żywności Uniwersytetu Przyrodniczego we Wrocławiu, a także profesora nadzwyczajnego na Wydziale Przyrodniczym i Technicznym Karkonoskiej Państwowej Szkole Wyższej w Jeleniej Górze.